# Netoge no Yome wa Onna no Ko Janai to Omotta?
Netoge no Yome wa Onna no Ko Janai to Omotta? (яп. ネトゲの嫁は女の子じゃないと思った?, А ти думав, що твоя дружина в грі насправді не дівчина?) — серія ранобе, написаних Шібай Кінеко і проілюстрована Сайто Хісасі. ASCII Media Works опублікували дев'ять томів з 2013 року. Манґа-адаптація, проілюстрована Казуї Ішігамі, випускається в журналі Dengeki G з 30 серпня 2014 року. Аніме-адаптація студії Project No.9 почала транслюватися 7 квітня 2016 року

## Сюжет
Хідекі Нішімура, учень старшої школи, який грає в онлайн гру «Legendary Age» під ім'ям Русіан дав обіцянку, що не буде одружуватися в грі. Справа в тому, що одного разу він був закоханий у дівчину з гри і хотів на ній одружитися, але ця дівчина в реальному світі виявилася хлопцем. Два роки по тому Хідекі знайомиться з дівчиною на ім'я Ако, яка так само є гравцем «Легендарного століття», і знаходиться в тій же гільдії, що і він. Через деякий час вона зізнається йому в своїх почуттях і каже йому що хоче вийти за нього заміж в грі. Хідекі спершу вірний своїй клятві, але потім все-таки погоджується. Одного разу глава гільдії, до складу якої входить Хідекі, пропонує провести оффлайн-зустріч, на що всі погоджуються. Прийшовши на зустріч він був приголомшений, виявивши, що всі члени гільдії є дівчатами, причому всі вони відвідують ту ж школу, що і він сам..

## Персонажі
Хідекі Нішімура 
Головний герой і лицар у Legendary Age. Чоловік Ако у грі. Не довіряє дівчатам через те, що в минулому освідчився дівчині в грі, а вона виявилася хлопцем.
Ако Тамакі
Головна героїня, жриця в Legendary Age. Є дружиною Хідекі в грі. Вона насилу розрізняє ігровий світ від реального і через це в реальності всіх називає ігровими іменами.
Акане Сеґава
Член гільдії, до складу якої входить Хідекі. Зневажає отаку, незважаючи на те, що сама такою є. Через незнання німецької мови вибрала ім'я «Schwein», яке перекладається як «Свиня».
Кьо Ґошьоін 
Лідер гільдії і президент студентської ради.
Нанако Акіяма
Подруга Акане. Вона дізнається про секрет Акане і обіцяє нікому його не розповідати. Незабаром після цього починає сама грати в Legendary Age.
Юй Сайто
Викладач і керівник клубу. Гравець в Legendary Age, саме їй зізнався у своїх почуттях Хідекі, думаючи, що це хлопець.

## Медіа
Перший том ранобе було опубліковано 10 липня 2013 року ASCII Media Works в журналі Dengeki Bunko. Станом на грудень 2023 були опубліковані всі 23 томи.

### Ранобе
| №  | Дата виходу (Японською) | ISBN (Японською)       |
| -- | ----------------------- | ---------------------- |
| 1  | 10 липня 2013           | ISBN 978-4-04-891799-5 |
| 2  | 10 жовтня 2013          | ISBN 978-4-04-866030-3 |
| 3  | 8 лютого 2014           | ISBN 978-4-04-866332-8 |
| 4  | 10 травня 2014          | ISBN 978-4-04-866572-8 |
| 5  | 9 серпня 2014           | ISBN 978-4-04-866780-7 |
| 6  | 10 грудня 2014          | ISBN 978-4-04-869090-4 |
| 7  | 10 квітня 2015          | ISBN 978-4-04-865065-6 |
| 8  | 8 серпня 2015           | ISBN 978-4-04-865340-4 |
| 9  | 10 грудня 2015          | ISBN 978-4-04-865587-3 |
| 10 | 9 квітня 2016           | ISBN 978-4-04-865914-7 |
| 11 | 10 червня 2016          | ISBN 978-4-04-865956-7 |
| 12 | 8 жовтня 2016           | ISBN 978-4-04-892452-8 |
| 13 | 10 лютого 2017          | ISBN 978-4-04-892664-5 |
| 14 | 9 червня 2017           | ISBN 978-4-04-892952-3 |
| 15 | 7 жовтня 2017           | ISBN 978-4-04-893401-5 |
| 16 | 10 лютого 2018          | ISBN 978-4-04-893615-6 |
| 17 | 9 червня 2018           | ISBN 978-4-04-893900-3 |
| 18 | 10 листопада 2018       | ISBN 978-4-04-912098-1 |
| 19 | 10 квітня 2019          | ISBN 978-4-04-912460-6 |
| 20 | 10 вересня 2019         | ISBN 978-4-04-912799-7 |
| 21 | 10 квітня 2020          | ISBN 978-4-04-913182-6 |
| 22 | 10 листопада 2023       | ISBN 978-4-04-913582-4 |
| 23 | 8 грудня 2023           | ISBN 978-4-04-915142-8 |

### Манґа
| № | Дата виходу (Японською) | ISBN (Японською)       |
| - | ----------------------- | ---------------------- |
| 1 | 10 березня 2015         | ISBN 978-4-04-869365-3 |
| 2 | 10 жовтня 2015          | ISBN 978-4-04-865470-8 |
| 3 | 9 квітня 2016           | ISBN 978-4-04-865918-5 |
| 4 | 10 червня 2016          | ISBN 978-4-04-865919-2 |
| 5 | 2 лютого 2017           | ISBN 978-4-04-892703-1 |
| 6 | 7 жовтня 2017           | ISBN 978-4-04-893352-0 |
| 7 | 10 березня 2018         | ISBN 978-4-04-893731-3 |
| 8 | 10 листопада 2018       | ISBN 978-4-04-912183-4 |

### Аніме
Аніме-адаптація створена студією Project No.9, прем'єра відбулася 7 квітня 2016 року. Як опенінґ та ендінґ було обрано пісні «1st Love Story», «Zero Ichi Kiseki».
| Номер | Назва серії                                                      | Дата виходу    |
| ----- | ---------------------------------------------------------------- | -------------- |
| 1     | «And you thought there is never a girl online?»                  | 7 квітня 2016  |
| 2     | «I thought we couldn't play net games at school?»                | 14 квітня 2016 |
| 3     | «I thought net games and reality were different?»                | 21 квітня 2016 |
| 4     | «I thought her secret wasn't going to get out?»                  | 28 квітня 2016 |
| 5     | «I thought once you reincarnated, you still get another chance?» | 5 травня 2016  |
| 6     | «I thought I declared my love, I was sure to succeed»            | 12 травня 2016 |
| 7     | «I thought if I stayed over, I would become a normie?»           | 19 травня 2016 |
| 8     | «I thought I was giving up being a net game husband?»            | 26 травня 2016 |
| 9     | «I thought if we stayed over, we would get along better?»        | 2 червня 2016  |
| 10    | «I thought we would do our best at the culture festival?»        | 9 червня 2016  |
| 11    | «I thought we could win by delagating to others?»                | 16 червня 2016 |
| 12    | «My net game wife is a girl online»                              | 23 червня 2016 |